# Anolis anisolepis
Anolis anisolepis (чіапаський прикрашений аноліс) — вид ігуаноподібних ящірок родини анолісових (Dactyloidae). Ендемік Мексики.

## Поширення і екологія
Чіапаські прикрашені аноліси мешкають в регіоні Месета-Сентраль в штаті Чіапас. Вони живуть в соснових і сосново-дубових лісах, на висоті від 1500 до 2500 м над рівнем моря.